# Локалита Продутива Ест (Кремона)
Локалита Продутива Ест је насеље у Италији у округу Кремона, региону Ломбардија.
Према процени из 2011. у насељу је живело 4 становника. Насеље се налази на надморској висини од 47 м.